# Unitat atòmica
Les unitats atòmiques (ua) són un sistema d'unitats adequat per a la física atòmica, l'electromagnetisme i l'electrodinàmica quàntica, especialment perquè està enfocat a les propietats dels electrons. El Sistema Internacional d'Unitats és un mitjà de comunicació universal però segueix una lògica a l'escala humana que no és la més adient per a certs dominis científics. El sistema d'unitats atòmiques es basa en el valor de sis constants físiques:
- Dues propietats de l'electró: la seva massa i la seva càrrega
- Dues propietats del proti: el seu radi de Bohr i el valor absolut de la seva energia potencial elèctrica en estat fonamental.
- Dues constants físiques: la constant de Dirac i la llei de Coulomb.

## Unitats fonamentals
| Unitats atòmiques fonamentals | Unitats atòmiques fonamentals | Unitats atòmiques fonamentals  | Unitats atòmiques fonamentals | Unitats atòmiques fonamentals |
| ----------------------------- | ----------------------------- | ------------------------------ | ----------------------------- | ----------------------------- |
| Unitat                        | Nom                           | Símbol                         | Valor al SI                   | Escala d'unitats de Planck    |
| longitud                      | radi de Bohr                  | a0                             | 5.291 772 108(18)×10-11 m     | 10-35 m                       |
| massa                         | massa en repòs de l'electró   | me                             | 9.109 3826(16)×10-31 kg       | 10-8 kg                       |
| càrrega elèctrica             | càrrega elemental             | e                              | 1.602 176 53(14)×10-19 C      | 10-18 C                       |
| moment angular                | constant de Dirac             | {\displaystyle \hbar =h/2\pi } | 1.054 571 68(18)×10-34 J s    | (igual)                       |
| energia                       | energia de Hartree            | Eh                             | 4.359 744 17(75)×10-18 J      | 10⁹ J                         |
| constant electroestàtica      | constant de Coulomb           | 1/(4πε0)                       | 8.9875516×10⁹ C-2 N m²        | (igual)                       |

Aquest sis valors no són independents, per tal de normalitzar-los a 1 n'hi ha prou amb normalitzar quatre, perquè l'energia de Hartree i la constant electroestàtica (o de Coulomb) són una conseqüència de normalitzar les altres.

## Algunes unitats derivades
| Unitats atòmiques derivades | Unitats atòmiques derivades                  | Unitats atòmiques derivades   | Unitats atòmiques derivades |
| --------------------------- | -------------------------------------------- | ----------------------------- | --------------------------- |
| Unitat                      | Expressió                                    | Valor al SI                   | Escala d'Unitats de Planck  |
| temps                       | {\displaystyle {\frac {\hbar }{E_{h}}}}      | 2.418 884 326 505(16)×10-17 s | 10-43 s                     |
| velocitat                   | {\displaystyle {\frac {a_{0}E_{h}}{\hbar }}} | 2.187 691 2633(73)×10⁶ m s-1  | 108 m s-1                   |
| força                       | {\displaystyle {\frac {E_{h}}{a_{o}}}}       | 8.238 7225(14)×10-8 N         | 1044 N                      |
| corrent elèctric            | {\displaystyle {\frac {eE_{h}}{\hbar }}}     | 6.623 617 82(57)×10-3 A       | 1026 A                      |
| temperatura                 | {\displaystyle {\frac {E_{h}}{k_{B}}}}       | 3.157 7464(55)×10⁵ K          | 10³² K                      |
| pressió                     | {\displaystyle {\frac {E_{h}}{{a_{o}}^{3}}}} | 2.9421912(19)×1013 N m-2      | 10114 Pa                    |

## Comparació amb les unitats de Planck
Tant les unitats atòmiques com les unitats de Planck deriven de certes propietats fonamentals del món físic, lliures de consideracions antropocèntriques. Per a facilitar la comparació entre els dos sistemes d'unitats, les taules anteriors mostren l'ordre de magnitud, en unitats del Sistema Internacional, de la unitat de Planck que correspon a cada unitat atòmica. Generalment, quan una unitat atòmica és "gran" en termes del SI, la corresponent unitat de Planck és "petita", i viceversa. Cal tenir en consideració que les unitats atòmiques van ser dissenyades per a fer càlculs a escala atòmica a l'Univers actual, mentre que les unitats de Planck són més adequades per la gravetat quàntica i la cosmologia de l'Univers primitiu.
Tant les unitats atòmiques com les unitats de Planck normalitzen la constant de Dirac i la constant electroestàtica a 1. Més enllà d'això, les unitats de Planck normalitzen a 1 dues constants fonamentals de la relativitat general i la cosmologia: la constant gravitacional G i la velocitat de la llum al buit, c. Essent α la notació de la constant d'estructura fina, el valor en unitats atòmiques de c és α-1 ≈ 137.036.
Les unitats atòmiques, per contra, normalitzen a 1 la massa i la càrrega de l'electró, i a0, el radi de Bohr del proti. Normalitzar a0 a 1 comporta la normalització de la constant de Rydberg, R∞, a 4π/α = 4πc. Donat en unitats atòmiques, el magnetó de Bohr seria μB=1/2, el valor corresponent en unitats de Planck és e/2me. Finalment, les unitats atòmiques normalitzen a 1 la unitat d'energia atòmica, mentre les unitats de Planck normalitzen a 1 la constant de Boltzmann k, que relaciona energia i temperatura.

## Mecànica i electrodinàmica quàntiques simplificades
L'equació de Schrödinger (no relativista) per a un electró en unitats del SI és:
{\displaystyle -{\frac {\hbar ^{2}}{2m_{e}}}\nabla ^{2}\psi (\mathbf {r} ,t)+V(\mathbf {r} )\psi (\mathbf {r} ,t)=i\hbar {\frac {\partial \psi }{\partial t}}(\mathbf {r} ,t)}.
La mateixa equació en unitats atòmiques és
{\displaystyle -{\frac {1}{2}}\nabla ^{2}\psi (\mathbf {r} ,t)+V(\mathbf {r} )\psi (\mathbf {r} ,t)=i{\frac {\partial \psi }{\partial t}}(\mathbf {r} ,t)}.
Per al cas especial de l'electró entorn d'un proti, l'operador hamiltonià és en unitats del SI:
{\displaystyle {\hat {H}}=-{{{\hbar ^{2}} \over {2m_{e}}}\nabla ^{2}}-{1 \over {4\pi \epsilon _{0}}}{{e^{2}} \over {r}}}
mentre que les unitats atòmiques transformen l'equació precedent en
{\displaystyle {\hat {H}}=-{{{1} \over {2}}\nabla ^{2}}-{{1} \over {r}}}.
Finalment, les equacions de Maxwell prenen una forma elegant en unitats atòmiques:
{\displaystyle \nabla \cdot \mathbf {E} =4\pi \rho }
{\displaystyle \nabla \cdot \mathbf {B} =0}
{\displaystyle \nabla \times \mathbf {E} =-\alpha {\frac {\partial \mathbf {B} }{\partial t}}}
{\displaystyle \nabla \times \mathbf {B} =\alpha \left({\frac {\partial \mathbf {E} }{\partial t}}+4\pi \mathbf {J} \right)}
(Actualment hi ha una certa ambigüitat en la definició de la unitat de camp magnètic. Les equacions de Maxwell anteriors utilitzen la convenció gaussiana, segons la qual una ona plana té un camp elèctric i magnètic d'idèntica magnitud. A la convenció de la força de Lorentz, el factor α és absorbit a B.)